# Volodarskij rajon (Oblast' di Nižnij Novgorod)
Il Volodarskij rajon (in russo Володарский район?) è un rajon dell'Oblast' di Nižnij Novgorod, nella Russia europea; il capoluogo è Volodarsk. Istituito nel 1949, ricopre una superficie di 1.050,69  chilometri quadrati ed ospita una popolazione di circa 56.000 abitanti.